# Ar Rayyan
Ar Rayyan (àrab: الريان, ar-Rayyān) és una ciutat de Qatar. L'equip de futbol Al-Rayyan SC juga en aquesta ciutat. La ciutat està situada al municipi d'Ar Rayyan.